# マラソンフェスティバル ナゴヤ・愛知
マラソンフェスティバル ナゴヤ・愛知（マラソンフェスティバルナゴヤあいち）は、2012年より名古屋市で開催している陸上競技（ロードレース）大会。主催はマラソンフェスティバルナゴヤ・愛知実行委員会。
従来の名古屋国際女子マラソン・名古屋シティマラソンを統合する形で開始した。

## 概要
イベントは女性限定のフルマラソン大会である「名古屋ウィメンズマラソン」をメインイベントに、ハーフマラソン・10km走の「名古屋シティマラソン」、マラソン関連のウェアや商品などの展示を行う「マラソンEXPO」等のイベントで構成される。開催時期は従来の名古屋国際女子マラソンと同じ3月上旬に設定された。
イベントはナゴヤドームを中心に展開される。ナゴヤドームは全てのマラソンのスタート地点となるほか（名古屋ウィメンズマラソンについてはゴール地点にもなる）、マラソンEXPO等のイベント、ドーム周辺の周回コースで行われる「ファミリージョギング」なども行われる。
初年度の2012年はタレントの長谷川理恵・安田美沙子・道端ジェシカの3人がオフィシャルサポートランナーに起用された。
2018年よりシルバースポンサーがこれまでのナイキジャパンからニューバランス ジャパンに変更された。
2021年よりゴールドスポンサーが前身の「名古屋国際女子マラソン」からスポンサーを務めていた日本メナード化粧品から日本特殊陶業に変更される。
開催日は栄付近や名古屋環状線を中心に、各地で交通規制が行われる。市バスや名鉄バスは途中折り返しや迂回運行が多数行われる。

## 名古屋ウィメンズマラソン
本大会のメインイベント。基本的には名古屋国際女子マラソンを受け継いだイベントとなるが、従来いわゆる「エリートマラソン」として開催された大会方針を大きく転換し、女性限定ながら一般市民も含めた総計15,000人参加の市民マラソンとして開催される。コースも従来の名古屋市瑞穂公園陸上競技場発着からナゴヤドーム発着（ナゴヤドーム外スタート、ナゴヤドーム内ゴール） に変更されるほか、市民マラソン化により競技時間が大幅に延びることからスタート時間が朝9時10分に繰り上げられた。
制限時間は7時間だが、東北地方太平洋沖地震（東日本大震災）が発生した当日にあたる3月11日に開催される年は、地震の起きた14:46（UTC+9）に参加者全員で黙祷を行うため（まだゴールしていない参加者もその場で立ち止まり黙祷することとされている）、その分の時間を加算して「7時間1分」となる。この対応は2012年と2018年に行なわれた。2020年は前週の東京マラソン同様、新型肺炎の世界的流行で国内でも感染拡大が懸念されるため、主催者はエリートのみで開催されることが決定した。なお参加料は返金されず、また関連行事のEXPO等も中止された。
なお従来の名古屋国際女子マラソン同様に、エリートの部については五輪、世界陸上競技選手権大会、アジア競技大会に向けた女子マラソン日本代表の選考会になるとともに、本大会と大阪国際女子マラソンの2大会で2年おきに持ち回りで女子マラソンの日本選手権を兼ねて行われる。また完走者全員に、笑顔が素敵なイケメンの男性をコンセプトに書類選考から選出された約50名から構成される「おもてなしタキシード隊」 からティファニー製のオリジナルデザインペンダントが手渡しで贈呈されるが、ティファニーによるこの種の完走賞の提供はサンフランシスコで開催される「ナイキウィメンズマラソン」に次いで世界で2レース目。
主催者では「世界最大の女子マラソン」を謳い文句としており、2012年は最終的な参加者が13,114人となりギネス世界記録の「参加者1万人以上」という認定基準を上回ったことから、正式に「世界最大の女子マラソン」と認定された。
2013年大会から国際陸上競技連盟（IAAF）からゴールドラベルレースが認定された。これは女子だけのマラソン大会としては史上初である。2020年からはワールドアスレティックスプラチナラベルロードレース(2021年以降はエリートプラチナラベル）として認定されている。ペースメーカーに男性も加わる大阪国際女子マラソンとは異なり、本大会はペースメーカーも女性のみである。
ゼッケンの方は2012年大会は2000年の「名古屋国際女子マラソン」以降の「メナード」表記だったが、2013年大会では「(社章)MENARD」、2014年大会からは「MENARD」に変わった。ゼッケン番号の下にはシルバースポンサーのスペースが取られており、2017年まではナイキのスウッシュ、2018年からはニューバランスのロゴが併記されている。
2014年大会から新たに車いすマラソンの部である「名古屋ウィメンズホイールチェアーマラソン」も新設される。こちらはクォーターマラソン（10.5 km）で、ゴールは瑞穂陸上競技場となる。
2018年・2019年（2017年度・2018年度）の大会は、2020年東京五輪のマラソン日本代表候補を決める「マラソングランドチャンピオンシップ」（通称:MGC）シリーズの対象レースに指定される。なお2019年大会以降は男子のびわ湖毎日マラソン（レースは午後スタート）とのダブルヘッダーで開催されていた。さらに2020年大会はびわ湖毎日が午前スタートに繰り上がるため、レースが完全重複されていた。　ただし、2022年（2021年度）からは、びわ湖毎日が大阪マラソンに統合され消滅したため、重複はなくなった。
名古屋国際女子マラソン時代から7大会連続でオリンピック女子マラソン代表（1996年真木和、2000年高橋尚子、2004年土佐礼子、2008年中村友梨香、2012年尾崎好美、2016年田中智美、2020年一山麻緒）を輩出した。
2021年10月、2022年大会のフルマラソン優勝者の賞金を25万米ドルにすると発表。現時点で男女混合大会も含めたマラソン世界最高額賞金である。しかし2024年は15万ドルに大幅減額された。

### テレビ・ラジオ中継
テレビ中継は東海テレビが制作、フジテレビ系列で生中継（9:00 - 11:50）されている。系列局のうちテレビ大分は2016年3月まで9・10時台が日本テレビ系列枠（「シューイチ」）を放送している関係で、2012年大会は深夜0時50分より録画放送されたが、2013年大会からは正午より録画放送されている。同年4月より10時台がフジテレビ系列枠に変更されたが、2017年大会についても東京マラソンの時とは異なり引き続き正午からの録画放送を継続する。2018年大会はフジテレビの東日本大震災関連特別番組放送のため、当日深夜0時55分から3時45分まで放送された。テーマ曲は佐藤直紀が作曲している。
又、東海テレビでは第2部として市民ランナーのゴールの模様も中京（東海3県）ローカルで放送されており、開催日が3月11日となる2012年・2018年は東日本大震災関連特別番組放送の関係で16:00 - 17:00（2018年は16:55まで）の放送だが、それ以外の年は通常番組の『タイチサン!』での中継を挟んで13:25 - 15:00の枠で放送されている。
ラジオ中継は東海ラジオで、東海ローカルにて中継される。

### 歴代優勝者（太字は大会記録）
| 回  | 開催日        | 優勝者                       | 国籍・所属 | タイム        | 代表選考会等                                                                                              | 日本人最高位      |
| --- | ------------- | ---------------------------- | ---------- | ------------- | --- | ----------------- |
| 01  | 2012年3月11日 | アルビナ・マヨロワ           | ロシア     | 2時間23分52秒 | ロンドンオリンピック                                                                                      | 尾崎好美（2位）   |
| 02  | 2013年3月10日 | 木﨑良子                     | ダイハツ   | 2時間23分34秒 | 世界陸上モスクワ大会 第97回日本選手権を兼ねる                                                             | -                 |
| 03  | 2014年3月9日  | エレナ・プロコプツカ         | ラトビア   | 2時間24分07秒 | 仁川アジア大会                                                                                            | 木﨑良子（2位）   |
| 04  | 2015年3月8日  | ユニス・ジェプキルイ・キルワ | バーレーン | 2時間22分08秒 | 世界陸上北京大会                                                                                          | 前田彩里（2位）   |
| 05  | 2016年3月13日 | ユニス・ジェプキルイ・キルワ | バーレーン | 2時間22分40秒 | リオデジャネイロオリンピック 第100回日本選手権を兼ねる                                                    | 田中智美（2位）   |
| 06  | 2017年3月12日 | ユニス・ジェプキルイ・キルワ | バーレーン | 2時間21分17秒 | 世界陸上ロンドン大会                                                                                      | 安藤友香（2位）   |
| 07  | 2018年3月11日 | メスケレム・アセファ         | エチオピア | 2時間21分45秒 | ジャカルタアジア大会 マラソングランドチャンピオンシップシリーズ2017-2018を兼ねる                          | 関根花観（3位）   |
| 08  | 2019年3月10日 | ヘラリア・ジョハネス         | ナミビア   | 2時間22分25秒 | 世界陸上ドーハ大会 マラソングランドチャンピオンシップシリーズ2018-2019を兼ねる                            | 岩出玲亜（5位）   |
| 09  | 2020年3月8日  | 一山麻緒                     | ワコール   | 2時間20分29秒 | 東京2020オリンピック （マラソングランドチャンピオンシップファイナルチャレンジ） 第104回日本選手権を兼ねる | -                 |
| 010 | 2021年3月14日 | 松田瑞生                     | ダイハツ   | 2時間21分51秒 | | -                 |
| 011 | 2022年3月13日 | ルース・チェプンゲティッチ   | ケニア     | 2時間17分18秒 | 世界陸上オレゴン22 杭州アジア大会 ジャパンマラソンチャンピオンシップシリーズを兼ねる                      | 安藤友香（3位）   |
| 012 | 2023年3月12日 | ルース・チェプンゲティッチ   | ケニア     | 2時間18分08秒 | 世界陸上ブダペスト23 杭州アジア大会 ジャパンマラソンチャンピオンシップシリーズを兼ねる                    | 鈴木亜由子（2位） |
| 013 | 2024年3月10日 | 安藤友香                     | ワコール   | 2時間21分19秒 | パリオリンピック MGCファイナルチャレンジ ジャパンマラソンチャンピオンシップシリーズを兼ねる               |                   |
| 014 | 2025年3月9日  | シェイラ・チェプキルイ       | ケニア     | 2時間20分40秒 | 世界陸上東京25 ジャパンマラソンチャンピオンシップシリーズを兼ねる                                         | 佐藤早也伽（2位） |

## 名古屋シティマラソン
名古屋シティマラソンについては、従来と開催時期及びルートが変更になることを除けば、大会自体には大きな変更はない。ウィメンズマラソンと異なり男子も参加可能。制限時間はハーフマラソンの部は3時間、10km走は1時間40分。
なおルートはナゴヤドームをスタートし、ハーフマラソンについては名古屋市中心部の白川公園、10km走については瑞穂陸上競技場がそれぞれゴール地点となる。
2014年より10kmマラソンが「クォーターマラソン」となり、距離が10.5kmに変更される（コースはほぼ従来通り）。
2022年より競技場改装工事に伴い10kmマラソンへ変更される。
2014年よりシドニーマラソンとの姉妹提携によりハーフマラソン・クウォーターマラソンの入賞者の中から男性・女性1名ずつ派遣としてシドニーマラソンへ招待される。
※初の派遣招待選手は男性がクォーターマラソン優勝の山内康平、女性がハーフマラソン2位の小田恵梨（旧姓：伊藤）。
【太字の開催年の太字選手がシドニーマラソン派遣選手を表す。】
※2020年～2022年はコロナ感染に伴い大会の中止・派遣選手見送りとなった。
2025年はパロマ瑞穂スタジアム改修工事の為、10kmからナゴヤRUN（7.758km）へと距離とコースが変更される。
| 回     | 開催日        | 優勝                     | 2位                      | 3位                      | 4位                      | 5位                      | 6位                      | 7位                      | 8位                      |
| ------ | ------------- | ------------------------ | ------------------------ | ------------------------ | ------------------------ | ------------------------ | ------------------------ | ------------------------ | ------------------------ |
| 2012年 | 2012年3月11日 | 今木一充                 | 吹切洋平                 | 松岡直希                 | 澤原雄一                 | 犬塚勝美                 | 東田 薫                  | 渡邊一樹                 | 伊藤太樹                 |
| 2013年 | 2013年3月19日 | 西尾修一                 | 藤永宏基                 | 千田尚孝                 | 齋藤友章                 | 佐藤雅成                 | 河内正輝                 | 清水優                   | 渡辺 龍太郎              |
| 2014年 | 2014年3月9日  | Scott Westcott           | 川内優輝                 | 島 智也                  | 辰巳慶宏                 | 木原圭介                 | 清水 優                  | 岸本 寛                  | 鶴間大貴                 |
| 2015年 | 2015年3月8日  | Brad Milosevic           | 牧野冴希                 | 木下雅裕                 | 滝川一興                 | 山本悌広                 | 大脇佑介                 | 天野右文                 | 清水優                   |
| 2016年 | 2016年3月13日 | Courtney Carter          | 上條記男                 | 木下雅裕                 | 友井悠人                 | 伊藤太樹                 | 真田雅之                 | 神谷泰光                 | 清水優                   |
| 2017年 | 2017年3月12日 | Brad Milopsevic          | 井村光孝                 | 風見 尚                  | 江本悟司                 | 神谷泰光                 | 伊藤太樹                 | 河内正輝                 | 木場雄大                 |
| 2018年 | 2018年3月11日 | 酒井一                   | 木下雅裕                 | 藤永紘基                 | 嶋津 航                  | 岡田慎平                 | 松垣省吾                 | 山口拓海                 | 早坂尚洋                 |
| 2019年 | 2019年3月10日 | St Lawrence Bee          | 酒井一                   | 伊藤太樹                 | 鈴木聖夫                 | 間瀬智哉                 | 川合晃三                 | 徳山雄太                 | 神谷泰光                 |
| 2020年 | 2020年3月8日  | コロナ感染拡大に伴い中止 | コロナ感染拡大に伴い中止 | コロナ感染拡大に伴い中止 | コロナ感染拡大に伴い中止 | コロナ感染拡大に伴い中止 | コロナ感染拡大に伴い中止 | コロナ感染拡大に伴い中止 | コロナ感染拡大に伴い中止 |
| 2021年 | 2021年3月14日 | 酒井一                   | 門出康孝                 | 渡邉祐二                 | 柴田憲志                 | 原田 拓                  | 清水文晶                 | 間瀬智哉                 | 新田雄大                 |
| 2022年 | 2022年3月13日 | 牛山純一                 | 當山凌司                 | 平岩篤弥                 | 原田 拓                  | 柴田憲志                 | 園田英義                 | 高林遼哉                 | 間瀬智哉                 |
| 2023年 | 2023年3月12日 | 牛山純一                 | Ben St Lawrence          | 河北竜治                 | 大久保 匠                | 大山幸志郎               | 瀬口啓太                 | 原田 拓                  | 間瀬智哉                 |
| 2024年 | 2024年3月10日 | Ed Goddard               | 三野貴史                 | 大山幸志郎               | 林 俊宏                  | 高橋佳希                 | quanjiang yang           | 合場雅志                 | 齋藤拓也                 |
| 2025年 | 2025年3月9日  | 黒田雄紀                 | 大山幸志郎               | 横田佳介                 | 矢田部祐爾               | 原田 拓                  | 澤井 玄                  | 松原栄一                 | 大野雄揮                 |

| 開催年 | 開催日        | 優勝                     | 2位                      | 3位                      | 4位                      | 5位                      | 6位                      | 7位                      | 8位                      |
| ------ | ------------- | ------------------------ | ------------------------ | ------------------------ | ------------------------ | ------------------------ | ------------------------ | ------------------------ | ------------------------ |
| 2012年 | 2012年3月11日 | 仲間千華                 | 伊藤理絵                 | 伊藤恵梨                 | 若林千夏                 | 河本多 美子              | 森優子                   | 三浦琴乃                 | 西川宏子                 |
| 2013年 | 2013年3月19日 | 伊藤恵梨                 | 山神由佳                 | 森 優子                  | 松尾由樹恵               | 今泉美喜                 | 後藤さとみ               | 金子 美保子              | 棚瀬朋子                 |
| 2014年 | 2014年3月9日  | 田畑郁恵                 | 伊藤恵梨                 | 山神由佳                 | 伊藤理絵                 | 佐藤香澄                 | 漆畑美保                 | 岡田奈巳                 | 長木聡子                 |
| 2015年 | 2015年3月8日  | Lucy Starrat             | 田畑郁恵                 | 上谷聡子                 | 伊藤恵梨                 | 加藤綾子                 | 森ゆうこ                 | 中村有貴                 | 今泉美喜                 |
| 2016年 | 2016年3月13日 | Lexy Gilmour             | 上谷聡子                 | 風岡さやか               | 今泉美喜                 | 稲垣恵美子               | 小野祥子                 | 永井博美                 | 西岡真紀                 |
| 2017年 | 2017年3月12日 | Lexy Gilmour             | 大久保 絵里              | 岡奈津美                 | 上谷聡子                 | 西岡真紀                 | 近藤かすみ               | 今泉美喜                 | 寺木佐 和子              |
| 2018年 | 2018年3月11日 | Reid Lauren              | 近藤かすみ               | 佐藤あずさ               | 上谷聡子                 | 今泉美喜                 | 関真里奈                 | 井口奈津美               | 石沢千佳子               |
| 2019年 | 2019年3月10日 | 小田恵梨                 | 鈴木水悠                 | 松井恵里奈               | 佐々木 夏                | 清水真由美               | 東二三子                 | 松下澄子                 | 滑川文子                 |
| 2020年 | 2020年3月8日  | コロナ感染拡大に伴い中止 | コロナ感染拡大に伴い中止 | コロナ感染拡大に伴い中止 | コロナ感染拡大に伴い中止 | コロナ感染拡大に伴い中止 | コロナ感染拡大に伴い中止 | コロナ感染拡大に伴い中止 | コロナ感染拡大に伴い中止 |
| 2021年 | 2021年3月14日 | 後藤梨奈                 | 中村有貴                 | 松井恵里奈               | 坂東千雅                 | 外尾修子                 | 赤松祥江                 | 小倉紀美                 | 東亜香里                 |
| 2022年 | 2022年3月13日 | 河村絵理香               | 松井恵里奈               | 今泉美喜                 | 尾崎瑠美                 | 石井靖子                 | 太田茜                   | 小倉紀美                 | 番場美祐                 |
| 2023年 | 2023年3月12日 | 河村絵理香               | 伊藤朱音                 | Wong Mei yan             | 舘 美穂                  | 世古理恵                 | 岩下優子                 | 小林智美                 | 上谷聡子                 |
| 2024年 | 2024年3月10日 | 中村麻衣                 | 室伏ほのか               | Lee Vanessa              | 西田彩花                 | 堀川はる菜               | 李 瑶                    | Chen Hong Li Esther Joy  | 小林玲子                 |
| 2025年 | 2025年3月9日  | Chasrlotte Purdue        | 原田采奈                 | 李 瑶                    | Mei Ting Yau             | 舘 美穂                  | 中山祐佳                 | 青木鈴夏                 | 服部七子                 |

| 開催年 | 開催日        | 優勝                     | 2位                      | 3位                      | 4位                      | 5位                      | 6位                      | 7位                      | 8位                      |
| ------ | ------------- | ------------------------ | ------------------------ | ------------------------ | ------------------------ | ------------------------ | ------------------------ | ------------------------ | ------------------------ |
| 2012年 | 2012年3月11日 | 林 育生                  | 森下香月                 | 内藤 孝                  | 小關泰宏                 | 水上 覚                  | 津田孝二                 | ジェンソン・バトン       | 高橋英通                 |
| 2013年 | 2013年3月19日 | 野崎洋平                 | 山内康平                 | 奥野英二                 | 水越智哉                 | 寺尾卓馬                 | 小關泰広                 | 大田 守                  | 高野拳輔                 |
| 2014年 | 2014年3月9日  | 山内康平                 | 東田 薫                  | 高田由基                 | 伊東和也                 | 石黒航平                 | 森下香月                 | 小關泰広                 | 井上裕介                 |
| 2015年 | 2015年3月8日  | 松岡直希                 | 梶川由稀                 | 東田 薫                  | 鶴間大貴                 | 井上 崇                  | 戸松勇季                 | 山内康平                 | 浅野竜也                 |
| 2016年 | 2016年3月13日 | 辰巳慶宏                 | 加藤 聡                  | 平岡 悠                  | 江本悟司                 | 大久保利哉               | 小川満太郎               | 山内康平                 | 鶴間大貴                 |
| 2017年 | 2017年3月12日 | 辰巳慶宏                 | 山内康平                 | 北村 匠                  | 井上 崇                  | 祖父江大尚               | 高田由基                 | 小關泰広                 | 大江優斗                 |
| 2018年 | 2018年3月11日 | 辰巳慶宏                 | 友井悠人                 | 木場雄大                 | 山内康平                 | 井上 崇                  | 伊東和也                 | 高田由基                 | 伊東和哉                 |
| 2019年 | 2019年3月10日 | 深谷健斗                 | 辰巳慶宏                 | 小島慎也                 | 木場雄大                 | 大久保利哉               | 嶋津 航                  | 山内康平                 | 井上崇                   |
| 2020年 | 2020年3月8日  | コロナ感染拡大に伴い中止 | コロナ感染拡大に伴い中止 | コロナ感染拡大に伴い中止 | コロナ感染拡大に伴い中止 | コロナ感染拡大に伴い中止 | コロナ感染拡大に伴い中止 | コロナ感染拡大に伴い中止 | コロナ感染拡大に伴い中止 |
| 2021年 | 2021年3月14日 | コロナ感染拡大に伴い中止 | コロナ感染拡大に伴い中止 | コロナ感染拡大に伴い中止 | コロナ感染拡大に伴い中止 | コロナ感染拡大に伴い中止 | コロナ感染拡大に伴い中止 | コロナ感染拡大に伴い中止 | コロナ感染拡大に伴い中止 |
| 2022年 | 2022年3月13日 | 風見 尚                  | 山本起大                 | 浅野竜也                 | 蒲池直樹                 | 神谷泰光                 | 山内康平                 | 長谷川昴輝               | 深澤空良                 |
| 2023年 | 2023年3月12日 | 中倉啓敦                 | 佐藤健太郎               | 浅野竜也                 | 山内康平                 | 井上 崇                  | 嘉流弘祥                 | 山田大介                 | 足立 誠                  |
| 2024年 | 2024年3月10日 | 井上雄斗                 | 廣島章史                 | 山内康平                 | 浅野竜也                 | 雪田 空                  | 安永賢士郎               | 足立 誠                  | 久川裕也                 |
| 2025年 | 2025年3月9日  | 鈴木洋平                 | 廣島章史                 | 今 友佑                  | 大場公太                 | 山内康平                 | 浅野竜也                 | 足立 誠                  | 安田真基                 |

| 開催年 | 開催日        | 優勝                     | 2位                      | 3位                      | 4位                      | 5位                      | 6位                      | 7位                      | 8位                      |
| ------ | ------------- | ------------------------ | ------------------------ | ------------------------ | ------------------------ | ------------------------ | ------------------------ | ------------------------ | ------------------------ |
| 2012年 | 2012年3月11日 | 木富淑絵                 | 高橋佑子                 | 中崎千恵                 | 東野真由美               | 野町美弥                 | 吉田有美香               | 谷田麗実                 | 近藤梨恵                 |
| 2013年 | 2013年3月19日 | 香取愛子                 | 上戸涼香                 | 市川博子                 | 中野花菜                 | 前野希代子               | 中崎千恵                 | 坂東真衣                 | 高津祥子                 |
| 2014年 | 2014年3月9日  | 上戸涼香                 | 市川博子                 | 中野花菜                 | 吉原樹里                 | 松﨑綾子                 | 松下澄子                 | 高田芙美                 | 上野江利子               |
| 2015年 | 2015年3月8日  | 髙谷静香                 | 三浦夏希                 | 尾形ひとみ               | 市川博子                 | 藤原なつみ               | 伊藤妃芽香               | 松下澄子                 | 加藤蘭子                 |
| 2016年 | 2016年3月13日 | 高橋未奈                 | 堤 幸子                  | 神野未来                 | 藤戸 初                  | 澤木知恵美               | 加藤菜奈                 | 林 啓海                  | 高田瑞穂                 |
| 2017年 | 2017年3月12日 | 成瀬 優                  | 岩下 淑                  | 中島えりか               | 金森冴香                 | 林 啓海                  | 高良早希                 | 宮谷幸子                 | 堀田紀子                 |
| 2018年 | 2018年3月11日 | 垣津奈美                 | 間瀬彩奈                 | 小林瑞樹                 | 林 啓海                  | 日置明莉                 | 伊藤元子                 | 澤木知恵美               | 堀田紀子                 |
| 2019年 | 2019年3月10日 | 近藤菜々                 | 伊東奈美                 | 福井小夏                 | 上谷聡子                 | 布目美緒                 | 宮川はな                 | 尾崎瑠美                 | 内木恵理                 |
| 2020年 | 2020年3月8日  | コロナ感染拡大に伴い中止 | コロナ感染拡大に伴い中止 | コロナ感染拡大に伴い中止 | コロナ感染拡大に伴い中止 | コロナ感染拡大に伴い中止 | コロナ感染拡大に伴い中止 | コロナ感染拡大に伴い中止 | コロナ感染拡大に伴い中止 |
| 2021年 | 2021年3月14日 | コロナ感染拡大に伴い中止 | コロナ感染拡大に伴い中止 | コロナ感染拡大に伴い中止 | コロナ感染拡大に伴い中止 | コロナ感染拡大に伴い中止 | コロナ感染拡大に伴い中止 | コロナ感染拡大に伴い中止 | コロナ感染拡大に伴い中止 |
| 2022年 | 2022年3月13日 | 富田奈乃香               | 服部優亜                 | 森下真由美               | 森口りな                 | 三井遼香                 | 関 真優                  | 斎藤はるか               | 林 啓海                  |
| 2023年 | 2023年3月12日 | 菊池厚子                 | 渡辺優希                 | 南 奈々恵                | 佐原真衣                 | 鮫島由理恵               | 牧 浩子                  | 小木曽里緒               | 森口りな                 |
| 2024年 | 2024年3月10日 | 南 奈々恵                | 菊池厚子                 | 高良早希                 | 古川佳那子               | 矢神幸菜                 | 河合万理子               | 牧 浩子                  | 笹田莉紗                 |
| 2025年 | 2025年3月9日  | 西田彩花                 | 鈴木ちひろ               | 中川晴子                 | 亀井希葵                 | 高良早希                 | 古川佳那子               | 志村美希                 | 西尾有紀                 |

## 関連団体
主催
- マラソンフェスティバル ナゴヤ・愛知実行委員会
  - 日本陸上競技連盟
  - 愛知県
  - 名古屋市
  - 名古屋市教育委員会
  - 名古屋市教育スポーツ協会
  - 中日新聞社

共催
- 愛知県教育委員会

主管
- 愛知陸上競技協会

協賛企業（2025年）
- ゴールドスポンサー：日本特殊陶業（2020年大会までは日本メナード化粧品）
- シルバースポンサー：ニューバランス ジャパン（2017年大会まではナイキジャパン）
- ブロンズスポンサー：コーセー
- オフィシャルカー：トヨタ自動車
- オフィシャルタイマー：セイコーグループ
- オフィシャルブレッド：フジパン
- オフィシャルドリンク：コカ・コーラボトラーズジャパン
- オフィシャルスポンサー：興和（バンテリン名義）、第一生命保険、森永製菓、TCB東京中央美容外科、マルコメ、スギ薬局
- オフィシャルサプライヤー：中京綜合警備保障、JTB、ファイテン、丸眞
- オフィシャルフォトサービス：フォトクリエイト
- オフィシャルサポーター：大成建設、NTT西日本、パロマ